# GeoCities
Yahoo!GeoCities là nhà cung cấp Dịch vụ lưu trữ website, hiện tại chỉ hoạt động tại thị trường Nhật Bản.
GeoCities được thành lập vào cuối năm 1994 bởi David Bohnett và John Rezner dưới tên gọi là Beverly Hills Internet (BHI). Trong những ngày đầu, người dùng của GeoCities sẽ tạo ra các trang web và đặt chúng tại một "thành phố" (city). Dựa trên nội dung các website, các thành phố này được đặt tên theo những thành phố có thật ngoài đời. Ví dụ: các website liên quan đến Công nghệ thông tin sẽ được đặt tại "thành phố" SiliconValley còn các website với mục đích giải trí sẽ được đặt tại "thành phố" Hollywood.
Vào tháng 1 năm 1999, khi Bong bóng Dot-com gần đạt đỉnh, công ty Yahoo! đã mua lại GeoCities với giá $ 3.57 tỷ bằng cổ phiếu.
Mười năm sau đó, Yahoo! đã chính thức khai tử và đóng cửa GeoCities vào ngày 26 tháng 10 năm 2009. Tuy nhiên hiện tại website dịch vụ  này tại thị trường Nhật Bản vẫn hoạt động. Khi đóng cửa GeoCities đã lưu trữ ít nhất 38 triệu trang web do người dùng tạo ra.